# Deroplatys xuzhengfai
Deroplatys xuzhengfai es una especie de mantis religiosa del género Deroplatys familia Deroplatyidae. Fue descrita por Zhang & Price en 2024. Esta especie es originaria de Borneo.